# Thorens
Thorens es un antiguo fabricante suizo de equipos de audio de alta gama, conocido por su gama de tocadiscos. Además del equipo de reproducción de audio, también fabricó armónicas y encendedores de cigarrillos, sobre todo el "encendedor automático" accionado por un botón. La empresa, fundada en 1883, tuvo que ser rescatada en 1999, y en 2018 se trasladó a Alemania, como Thorens GmbH.

## Historia
|  |
|  |

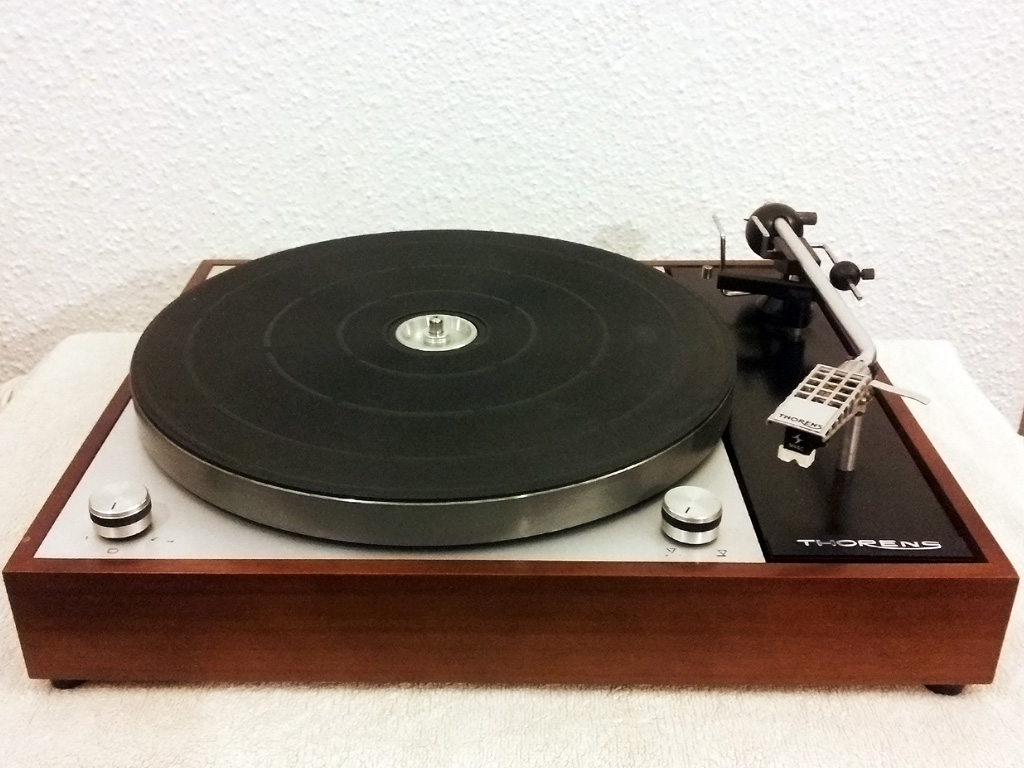
Thorens TD150 MkII con brazo TP13a (1965-1972)

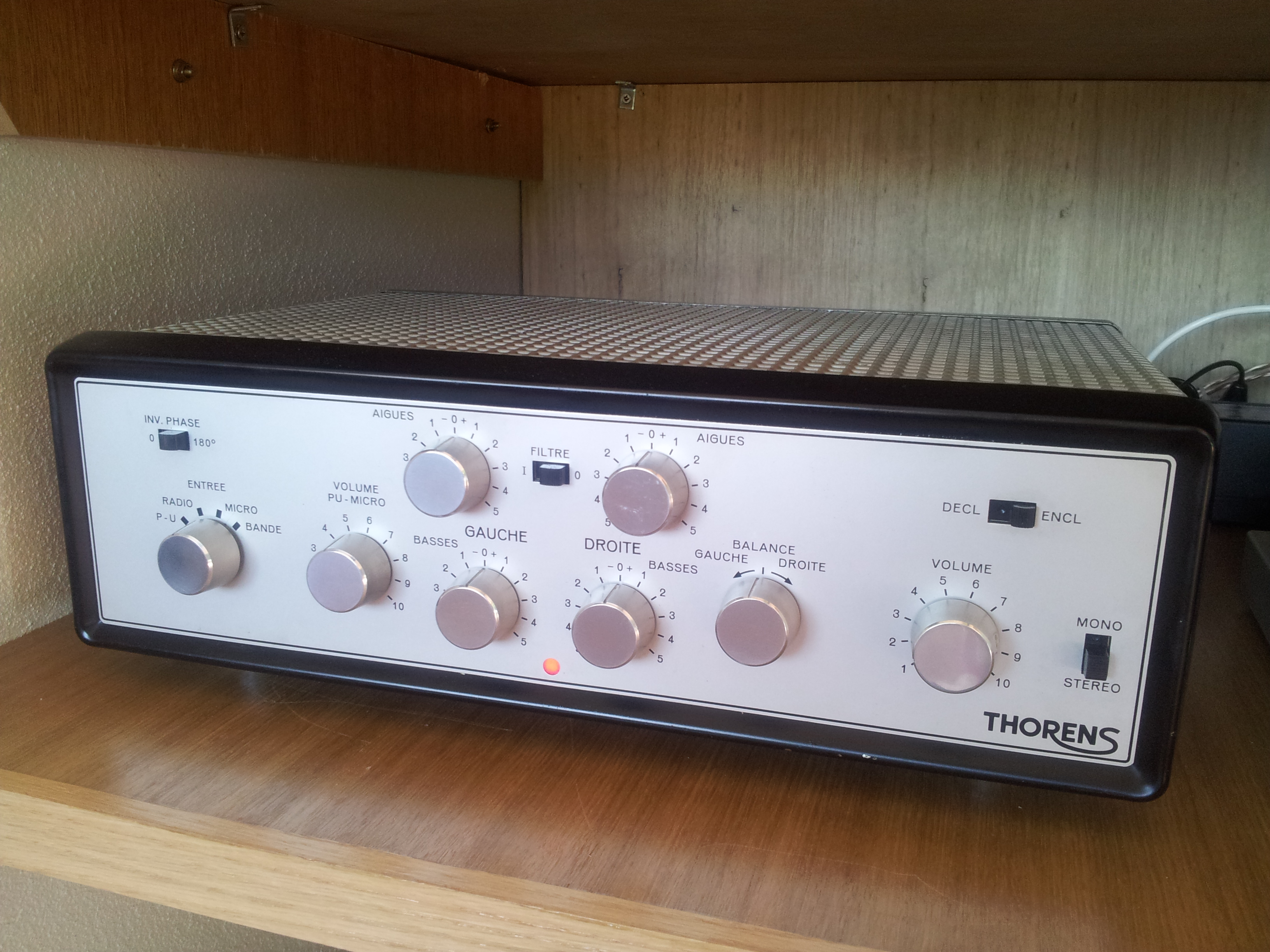
Amplificador de válvulas de vacío Thorens AZ25

En 1883, Hermann Thorens registró por primera vez la empresa familiar Thorens en Sainte-Croix (Ste-Croix), Vaud, Suiza. Inicialmente dedicada a la manufactura de cajas de música y de movimientos de reloj (que todavía se estaban produciendo en la década de 1950), la empresa comenzó a fabricar fonógrafos de tipo Edison en 1903.

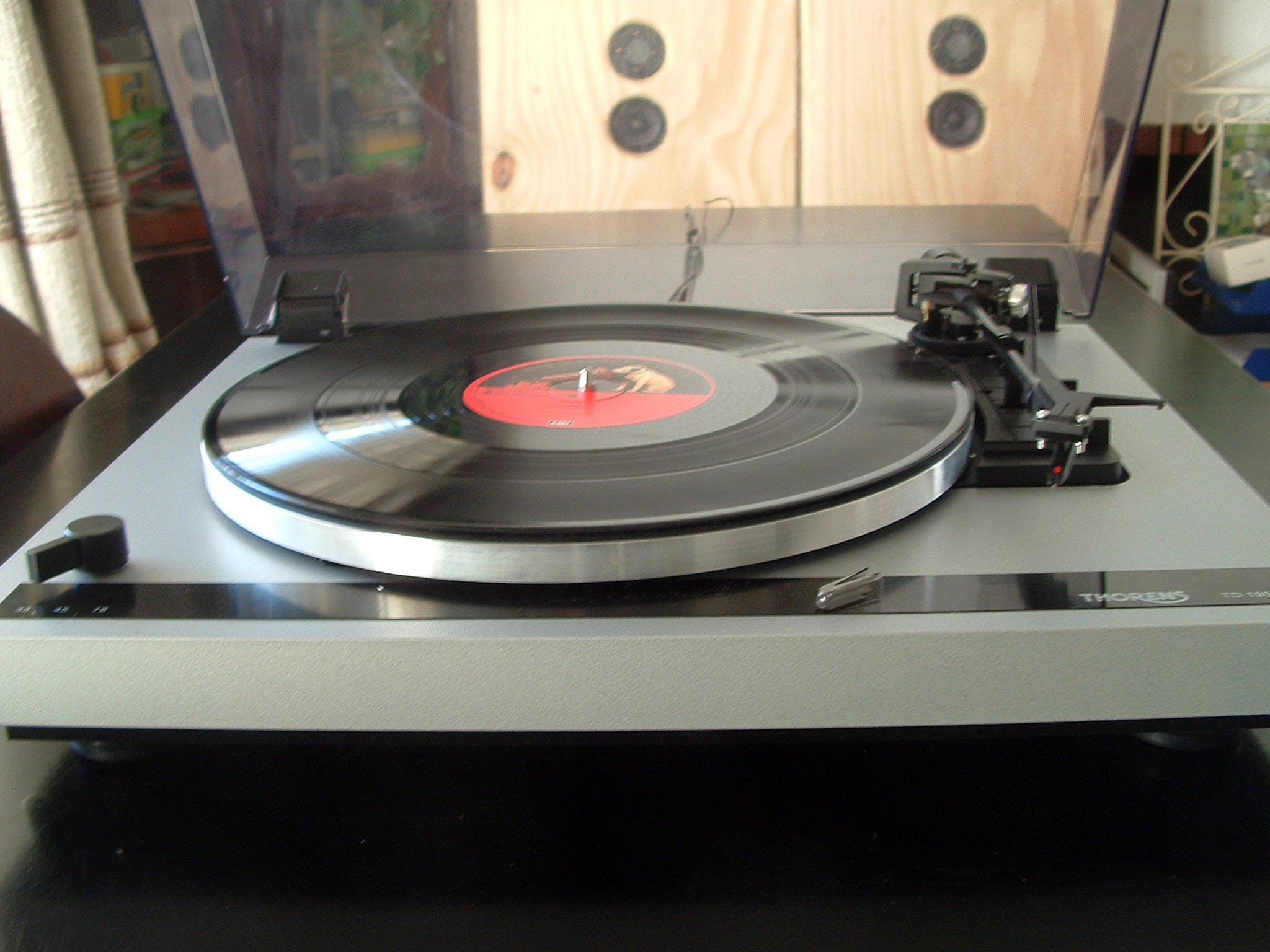
Thorens TD190-1 (primeros 190 desde 1999)

En 1928 produjeron su primer tocadiscos eléctrico (motorizado), y en las décadas de 1950 y 1960 produjeron una gama de tocadiscos para audiófilos que, incluso hoy en día, se consideran equipos de audio de alta gama y que todavía son muy buscados, como por ejemplo el TD 150 de transmisión por correa y subchasis suspendido que se presentó en 1965. Su principio también se encuentra en el Linn Sondek LP12. Su sucesor, el TD 160 apareció en 1972 y se construyó sin modificaciones casi durante 20 años. Con el TD 320 presentado en 1984, Thorens cambió los muelles del subchasis por resortes laminados.
Aunque Thorens intentó reducir costos desde 1997, en 1999 la empresa se declaró insolvente. En ese momento se puso en marcha una nueva Suisse Thorens Export Company AG. El propietario de los derechos del nombre era Heinz Rohrer.
A partir de 1999 se ofreció el TD 190/170 menos costoso, más tarde el TD 190/170-1, sin subchasis pero con un diseño similar al de los modelos de la compañía más costosos.
En 2004 presentó un tocadiscos con un plato metálico de gran masa inercial (el aparato pesa más de 20 kg), el TD 850.
Thorens obtuvo en 2012 el premio EISA como "mejor producto 2011/2012" por el TD 309, un reproductor con subchasis, suspensión de tres puntos y plato giratorio de vidrio.
En 2018, Gunter Kürten, que había sido gerente de Denon, y director de Elac, trasladó la empresa a Alemania.
A partir de 2019, Thorens continúa produciendo tocadiscos de gran prestigio para la reproducción de vinilos y de discos de gramófono de 78 rpm.

## Galería de tocadiscos

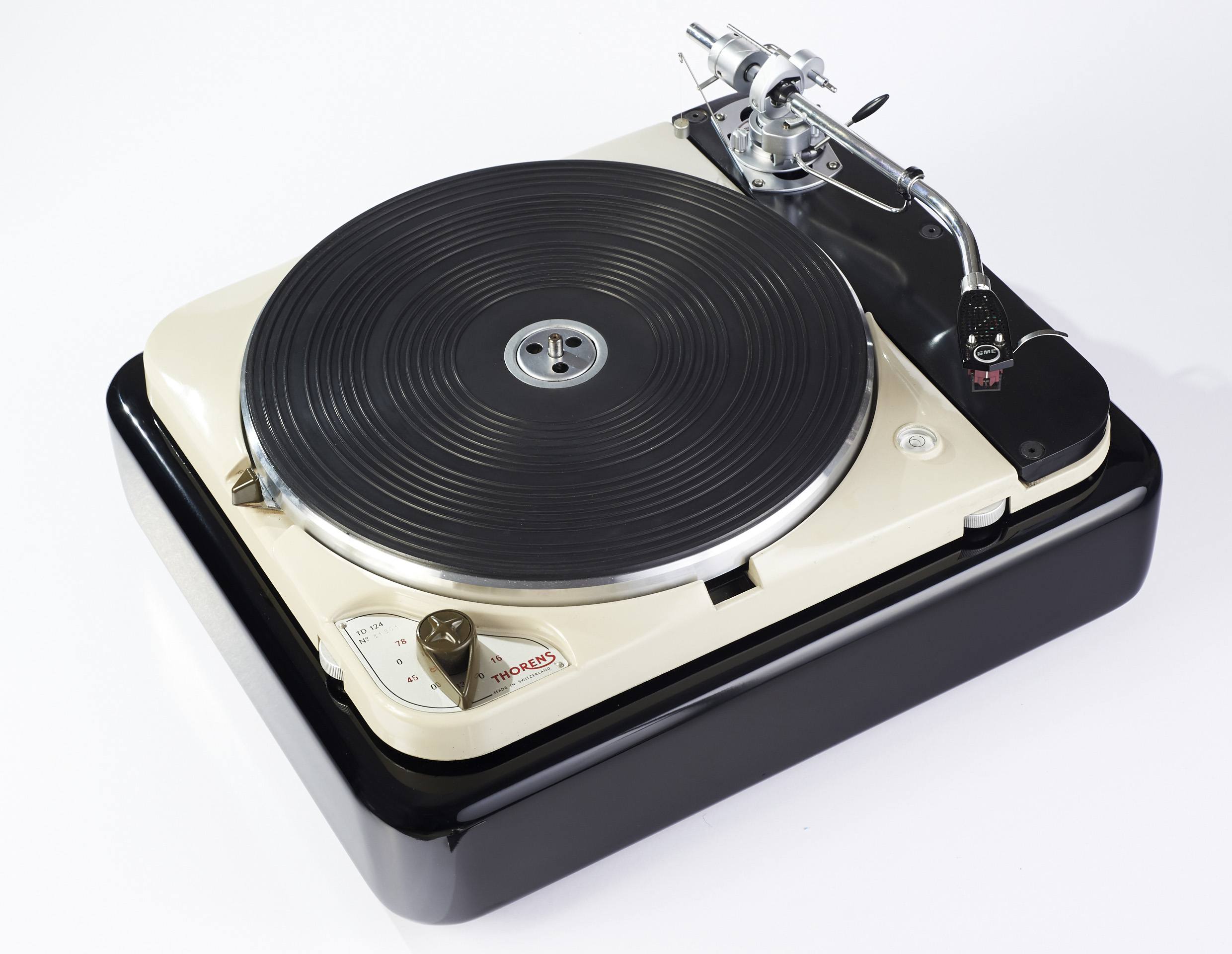
Thorens TD 124 (1957-1965)
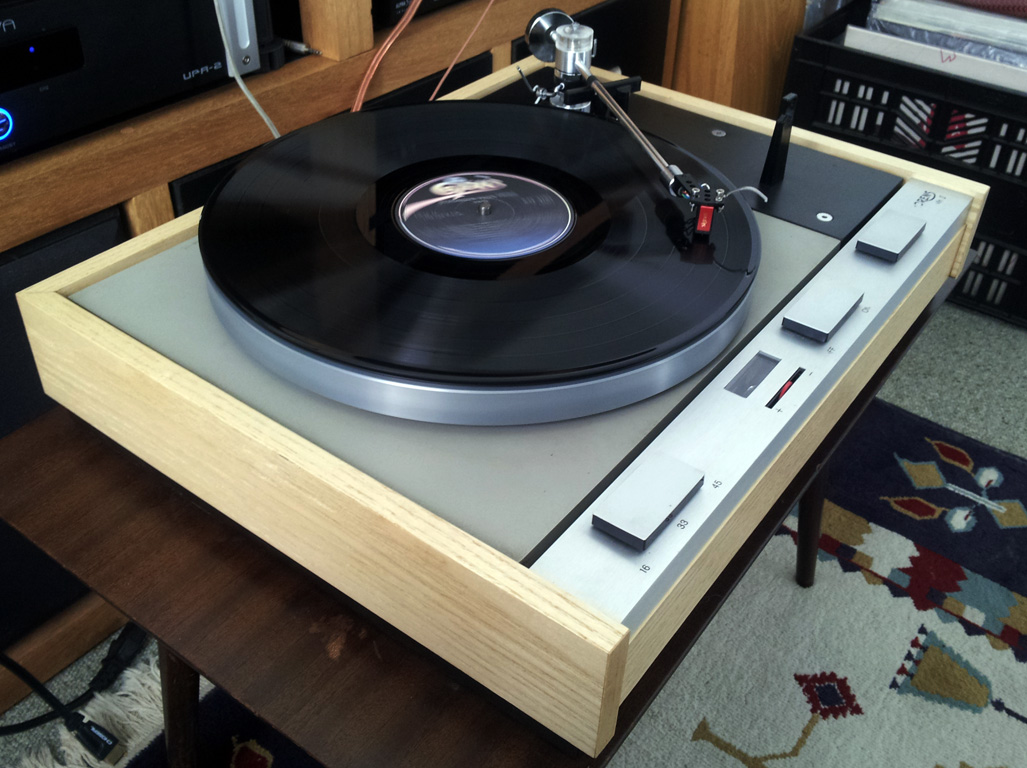
Thorens TD 125 Mk II (1972-1975)
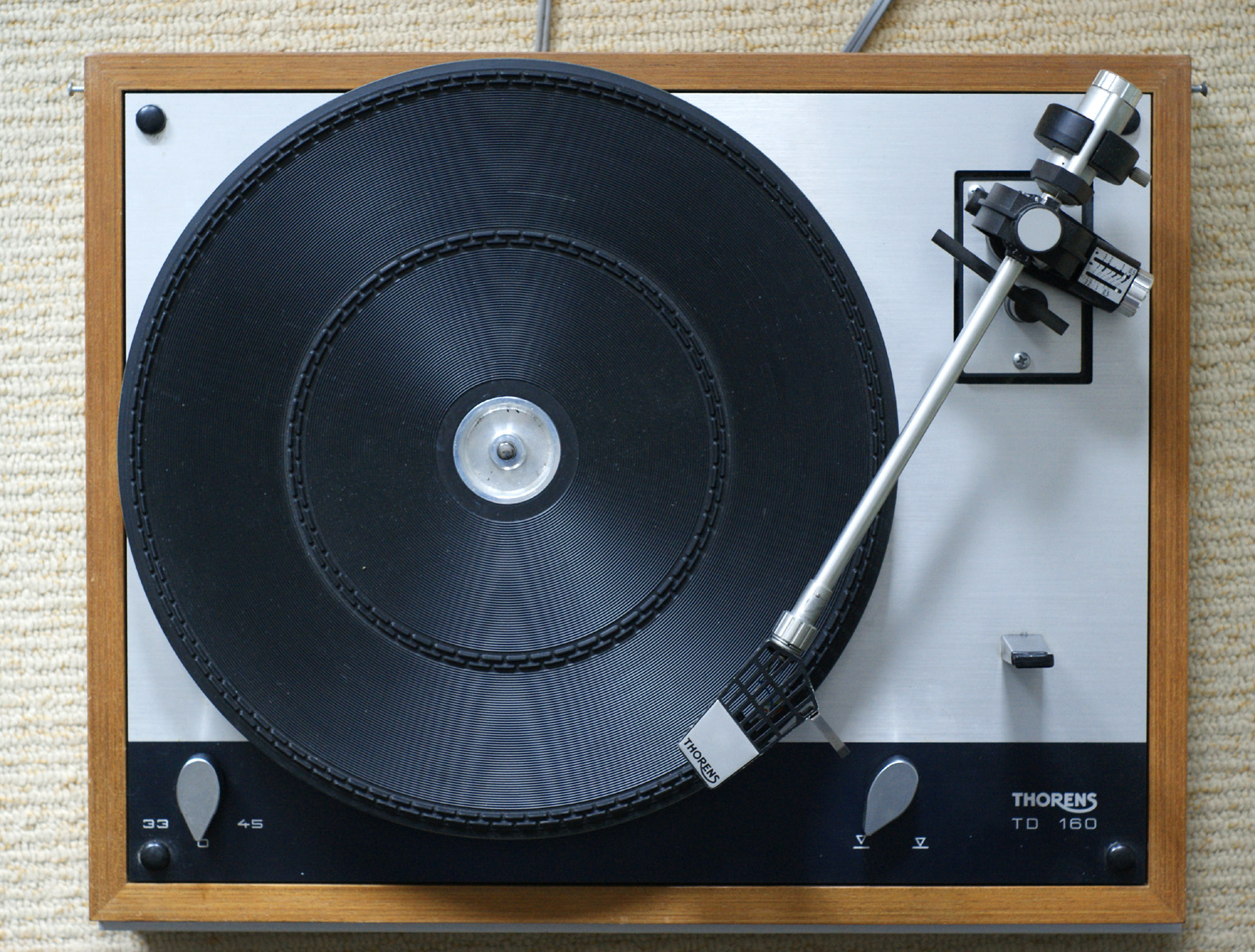
Thorens TD 160 (1972-1976)
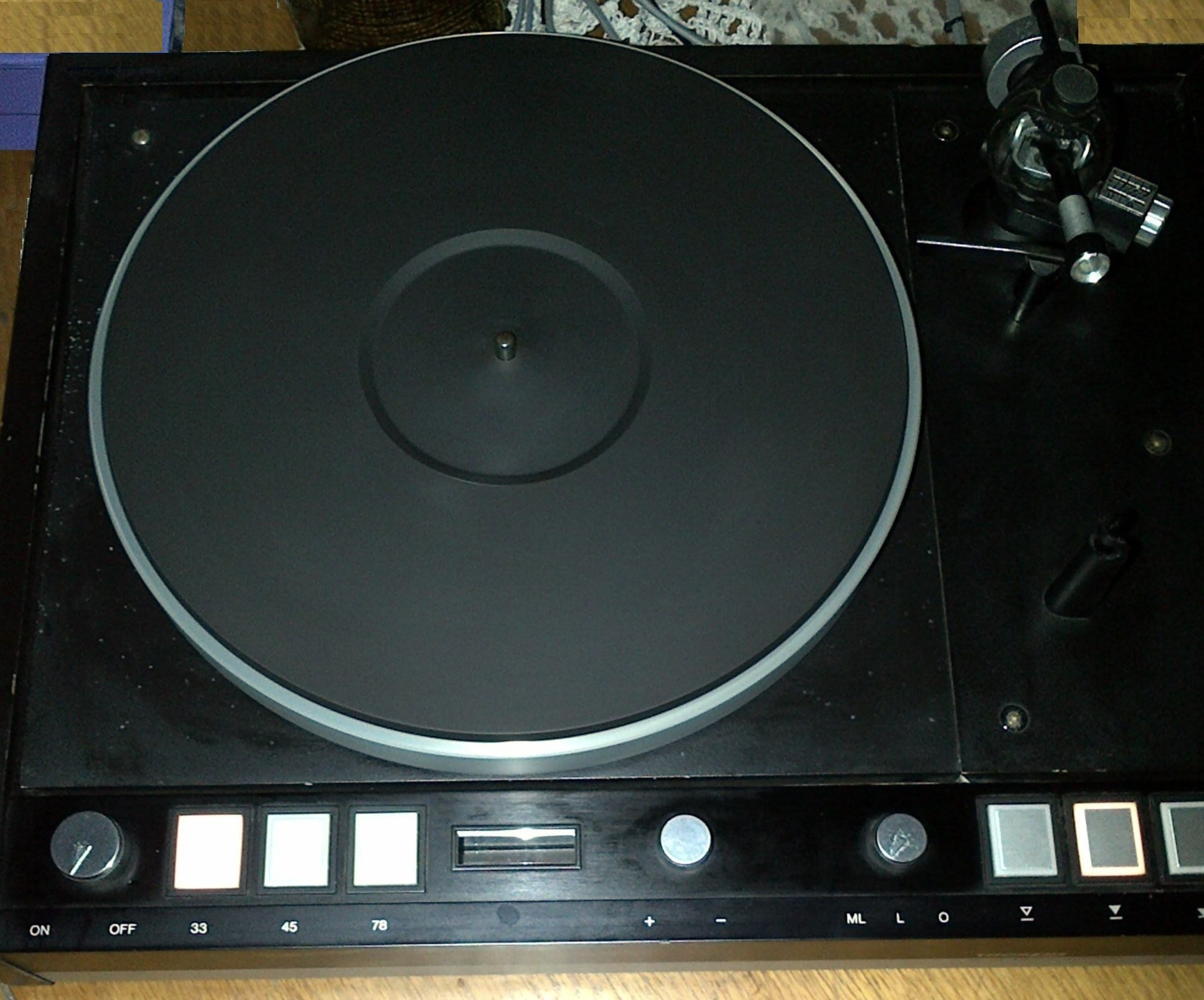
Thorens TD 126 Mk III (1979-1986)